# 공초점 현미경
공초점 현미경(共焦點顯微鏡, confocal microscopy), 공초점 레이저 주사현미경(confocal laser scanning microscopy, CLSM)은 초점을 벗어난 빛을 핀홀로 제거하는 방식의 고해상도 및 고대비 현미경이다. 높이축을 달리하며 초점을 두어 여러 장을 촬영함으로써 입체 영상을 얻을 수도 있다. 생명과학, 반도체, 재료과학 등의 분야에서 사용된다.

## 원리

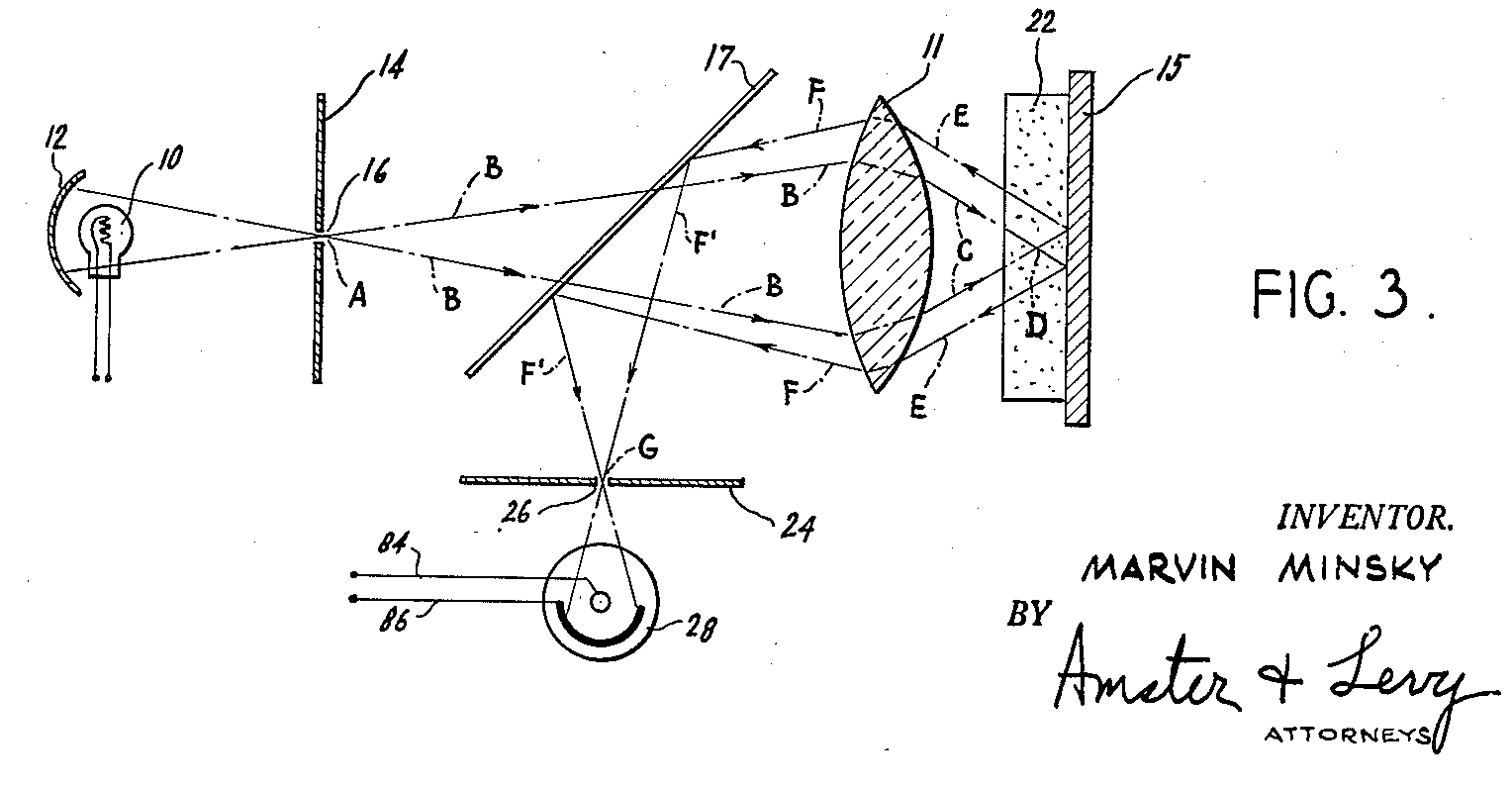
민스키의 특허장에 그려진 도식

공초점 현미경은 1957년 마빈 민스키가 처음으로 특허를 내었다. 기존의 형광현미경은 표본 전체를 동시에 활성화시키는 방식이었는데, 정말 관찰하고자 하는 부분 외에서도 형광이 일어나 모든 형광이 겹쳐져 이미지의 화질이 저해되는 문제가 있었다.
이 문제를 해결하고자 마빈 민스키는 형광빛을 한 점에 쏘며 동시에 핀홀로 그 한 점에서 발생하는 형광만 측정할 수 있게끔 하였다. 이 때 핀홀과 관찰하고자 하는 부위의 초점을 동시에 맞추기 때문에 '공초점'이라는 이름이 붙었다.
이로서 화질은 좋아졌지만 빛의 양을 한 점으로 한정하기 때문에 카메라가 측정하는 밝기가 낮아지는 현상이 발생한다. 낮아진 밝기를 보완하기 위해 더 오래 노출시킴으로써 시간분해능이 낮아지는 문제를 막기 위해 애벌랜치 광다이오드를 사용하는 등 다른 방법들이 제시되었다.

## 갤러리

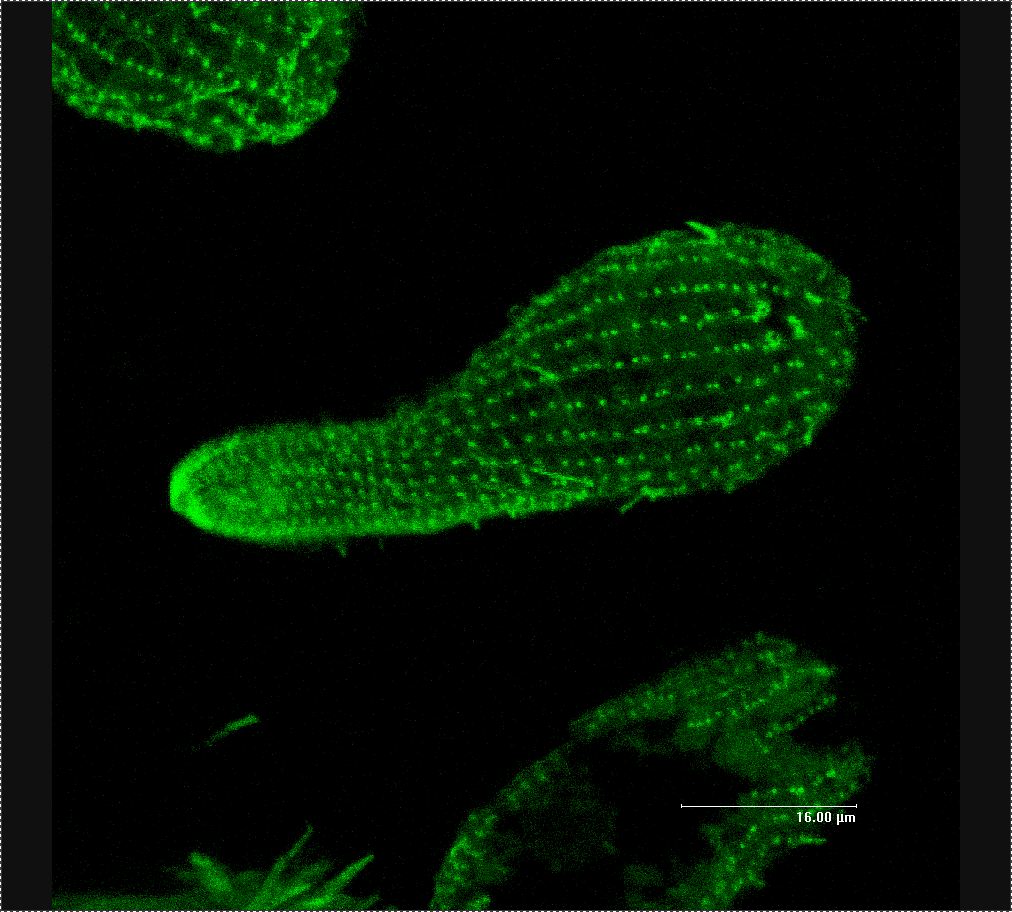
테트라하이메나의 베타 튜불린
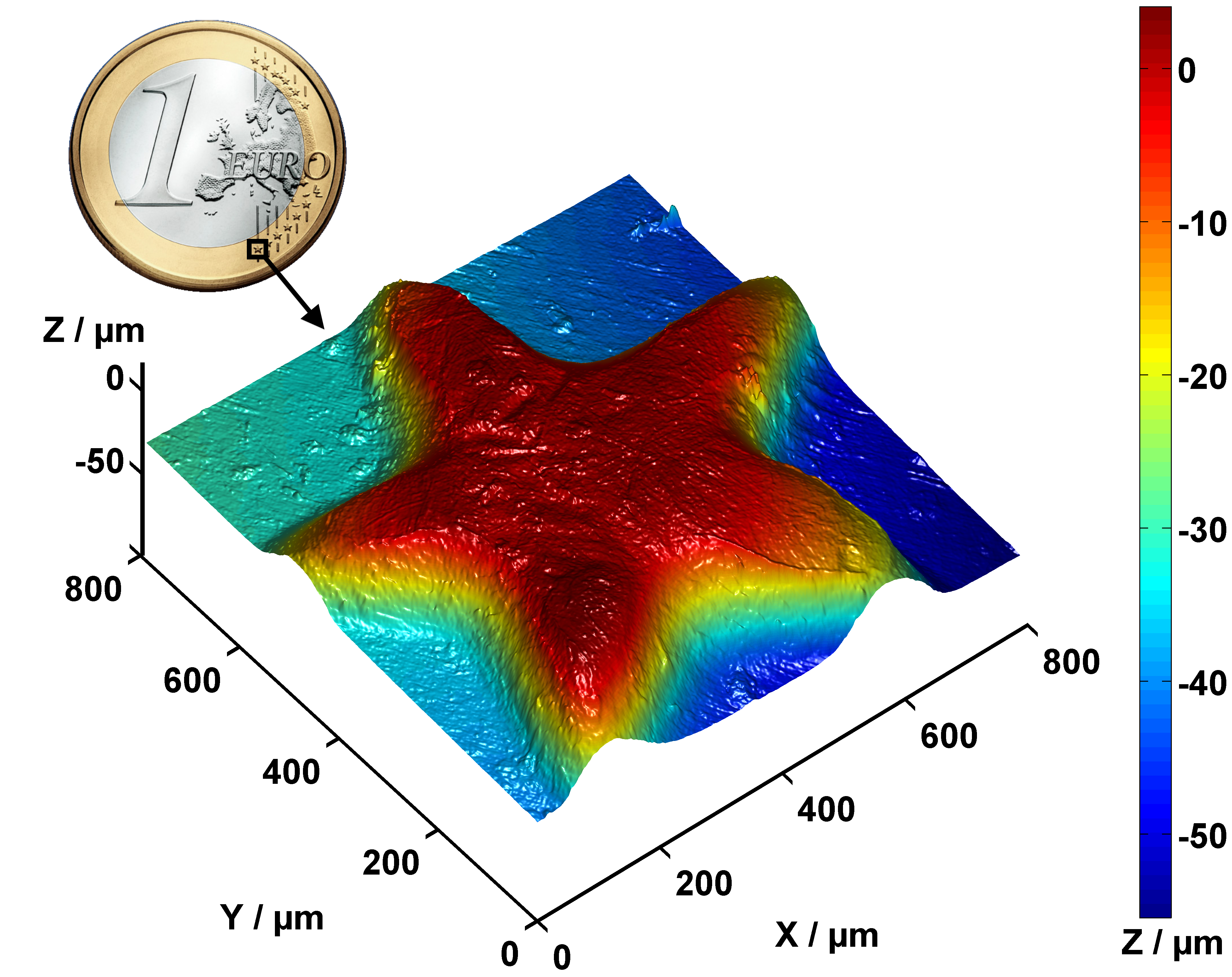
1유로 동전의 표면 위치 지도
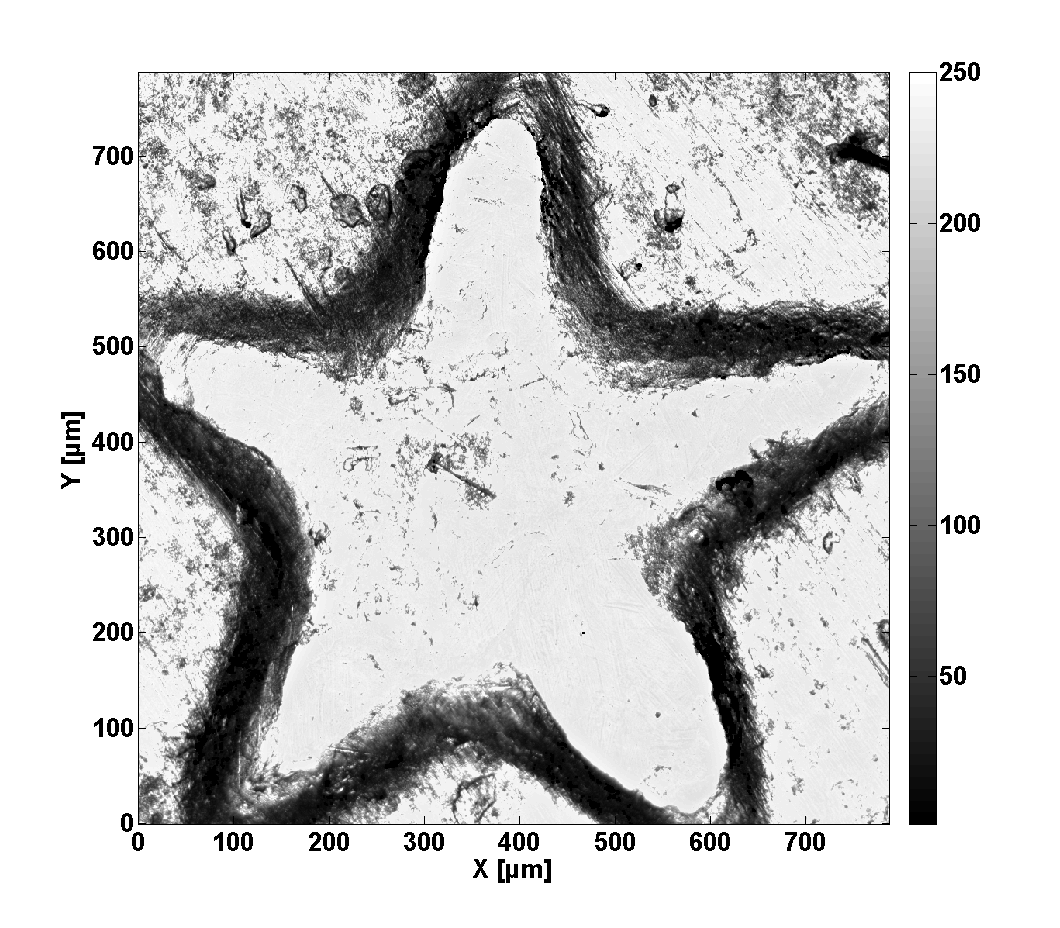
1유로 코인의 빛 반사 지도
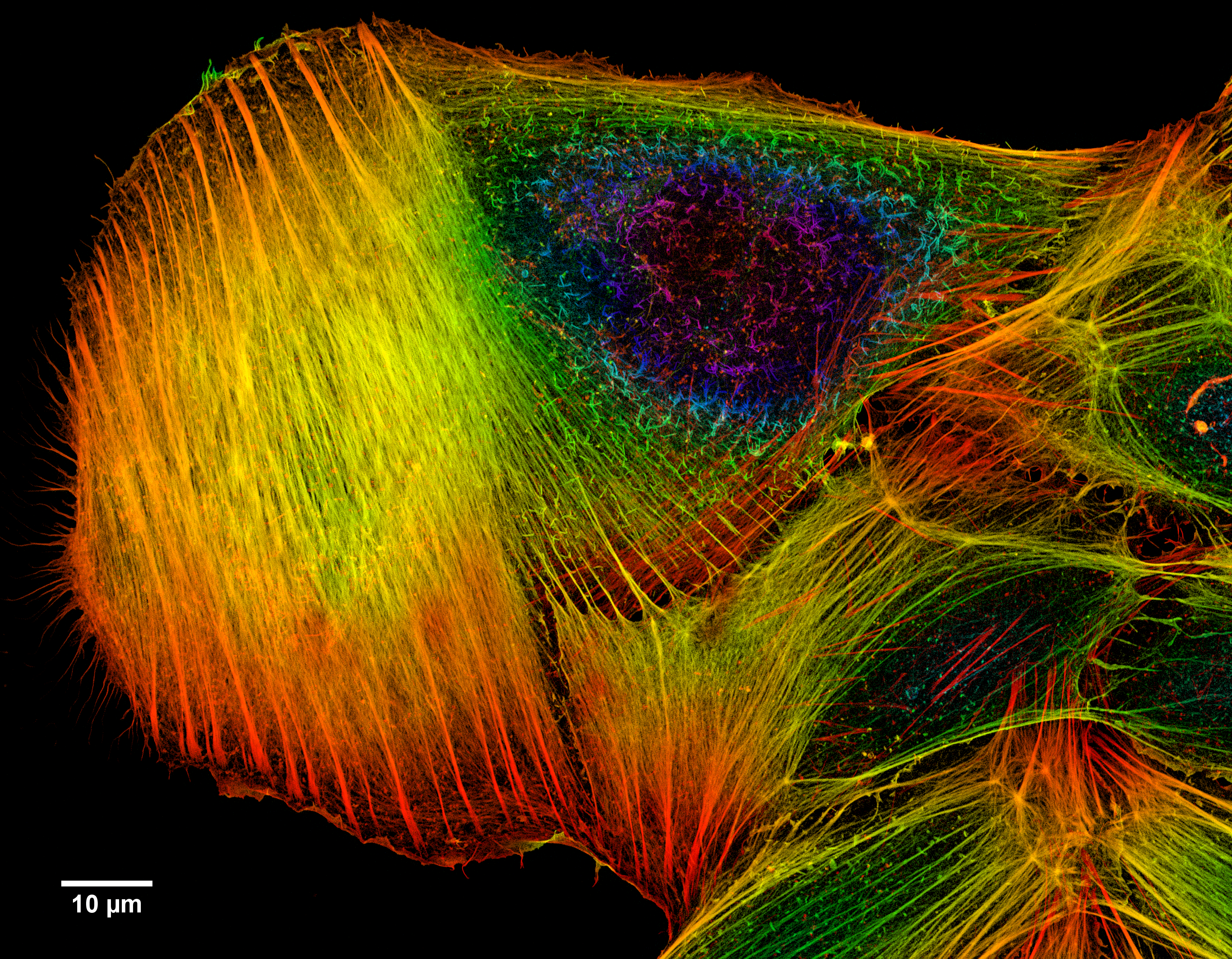
암세포의 액틴 섬유
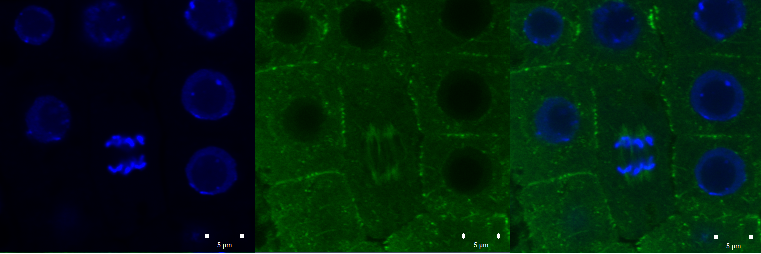
애기장대의 세포 사진. 파란색: DNA, 초록색: 튜불린

## 같이 보기
- 형광현미경
- 광학 현미경
- 광검출기
- 점 확산 함수
- 내부전반사형광현미경